# Jean-Baptiste du Plessis d’Argentré
Jean-Baptiste du Plessis d'Argentré (Argentré-du-Plessis, 1 november 1720 - Münster, 24 februari 1805) was een Frans priester. Hij was tussen 1777 en 1805 bisschop van Sées.

## Levensloop

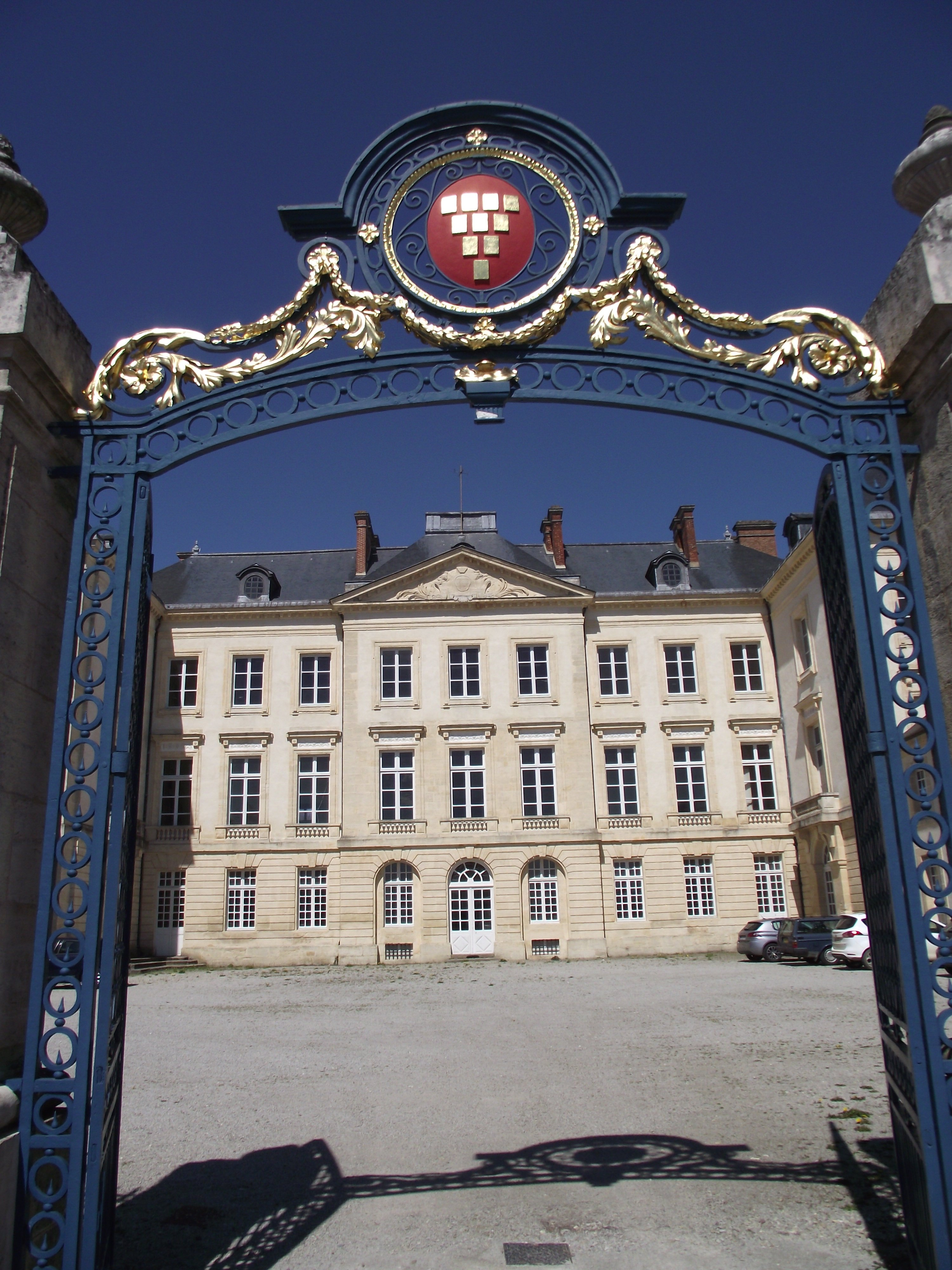
Palais d'Argentré in Sées, het bisschoppelijk paleis gebouwd door Jean-Baptiste du Plessis d'Argentré, met zijn wapenschild boven de ingang

Du Plessis d'Argentré werd geboren in een adellijk geslacht. Hij was een broer van Louis-Charles du Plessis d'Argentré, bisschop van Limoges. Hij stond op goede voet met het Franse hof en onderwees geschiedenis en aardrijkskunde aan de koningskinderen Lodewijk, hertog van Borgondië, Lodewijk XVI, Lodewijk XVIII en Karel X. 
Hij werd in 1774 tot titualir bisschop gewijd en het jaar erop werd hij aangesteld tot bisschop van Sées in Normandië. Als bisschop leidde hij de restauratie van de kathedraal van Sées die dreigde in te storten door stabiliteitsproblemen. Hij liet ook het bisschoppelijk paleis bouwen. Na de Franse Revolutie werd hij verkozen tot burgemeester van Sées. Hij verzette zich echter tegen de Civiele grondwet van de clerus (1790) en zag zich daardoor gedwongen in ballingschap te gaan. Hij verbleef eerst in Londen en vervolgens in Westfalen. In 1801 werd een concordaat gesloten tussen Napoleon en de Heilige Stoel. Dit voorzag dat alle Franse bisschoppen dienden af te treden waarop nieuwe bisschoppen zouden worden aangesteld. Du Plessis d'Argentré weigerde principieel zijn ontslag in te dienen. Tegelijk zocht hij geen schisma met Rome zoals het geval was met de Petite Église en de Stevenisten. Daarom riep hij de gelovigen in zijn bisdom op om zijn opvolger Hilarion-François de Chevigné de Boischollet, die in 1802 door paus Pius VII werd benoemd, te gehoorzamen.
Hij overleed in 1805 in Münster na dertien jaar ballingschap. Zijn lichaam werd later in de kathedraal van Sées begraven.